# Mārtiņš Grundmanis
Mārtiņš Grundmanis (18 novembre 1913 – Riga, 1945) è stato un cestista lettone.

## Carriera
Ha disputato complessivamente 20 partite con la maglia della Lettonia, vincendo la medaglia d'oro agli Europei 1935. In carriera ha militato nel JKS e nell'ASK Rīga.